# Zahlungsbereitschaft (Betriebswirtschaft)
Unter Zahlungsbereitschaft (englisch willingness to pay) wird in der Betriebswirtschaftslehre und Preispolitik derjenige Preis verstanden, den ein Wirtschaftssubjekt maximal für den Kauf eines Produkts oder die Inanspruchnahme einer Dienstleistung zu zahlen bereit ist. Zuweilen wird die Zahlungsbereitschaft auf Unternehmen begrenzt.

## Allgemeines
Als Wirtschaftssubjekte kommen Privathaushalte, Unternehmen, sonstige Organisationen und der Staat mit seinen Untergliederungen in Betracht. Mit dem Konstrukt der Zahlungsbereitschaft haben sich außerhalb der Betriebswirtschaftslehre verschiedene Fachgebiete befasst, darunter die Psychologie und die Volkswirtschaftslehre. Bei letzterer stehen im Zusammenhang mit der Zahlungsbereitschaft öffentliche Güter ohne funktionierenden Marktmechanismus im Vordergrund. 
Wenn Güter mit hohem Preisniveau (Kraftfahrzeuge, Eigentumswohnungen oder sonstige Luxusgüter) erworben werden sollen, ist auch die von Einkommen und Kaufmotiven der Privathaushalte abhängige Zahlungsbereitschaft von Bedeutung.
In der Fachliteratur werden häufig als Synonyme Preisbereitschaft oder Maximalpreis verwendet. Dagegen weisen Preisgrenze, Prohibitivpreis und Reservationspreis andere Begriffsinhalte auf.
Die Messung der Zahlungsbereitschaft hat insbesondere in der Konsumgüterforschung große Aufmerksamkeit erlangt. Deshalb berücksichtigt die Preispolitik – insbesondere im Einzelhandel – die Zahlungsbereitschaft der Verbraucher bei der Preisgestaltung. 

## Determinanten
Der maximale Preis, den ein Kunde bereit ist zu zahlen, wird als Zahlungsbereitschaft bezeichnet. Liegt der Preis unterhalb der maximalen Zahlungsbereitschaft, so kauft der Kunde, im umgekehrten Falle kauft er nicht. Ist der Preis mit der maximalen Zahlungsbereitschaft identisch, dann ist der Kunde bezüglich des Kaufs indifferent.
Die maximale Zahlungsbereitschaft eines Kunden hängt insbesondere von dessen Bedarf, Einkommen, Kaufmotivation, Kundennutzen, Präferenzen, aber auch von der Wettbewerbssituation und der Verfügbarkeit von Substitutionsgütern ab. Aus der individuell unterschiedlichen Zahlungsbereitschaft aller Kunden kann die Preis-Absatz-Funktion abgeleitet werden. 
Die Preispolitik kann durch Preisdifferenzierung die Zahlungsbereitschaft berücksichtigen. Gewährt ein Händler einen Preisnachlass (Couponing, Incentives, Rabatt, Skonto), so lockt er Kunden mit niedrigerer Zahlungsbereitschaft an, die vorher nicht gekauft hätten. 

## Modell des Konsumverhaltens
In einem Modell wird davon ausgegangen, dass ein risikoneutraler und vollständig informierter Kunde {\displaystyle K} vorhanden ist. Es gebe einen Anteil von Kunden {\displaystyle a} mit hoher Zahlungsbereitschaft ({\displaystyle V_{H}}) ohne Abschlagsfaktor {\displaystyle \beta } und einen Anteil von Kunden ({\displaystyle 1-a}) mit niedriger Zahlungsbereitschaft ({\displaystyle V_{L}}) mit einem Abschlagsfaktor zwischen 1 und 0 bei einer festen Anzahl von Händlern {\displaystyle m}.
Für ein einzelnes Geschäft gibt es dann 
{\displaystyle {\frac {K}{m}}}
Kunden in jeder Rechnungsperiode, von denen jeder höchstens eine Einheit des – unverderblichen – Produktes kauft. Nach dem Kauf wird er nicht wieder in den Laden gehen. Wird nun unterstellt, dass ein Verbraucher, der nicht gekauft hat, im Laden verbleibt, kann sich die Güternachfrage von Kunden mit geringer Zahlungsbereitschaft akkumulieren. Zur Vereinfachung gilt
{\displaystyle a={\frac {a}{m}}},
dem Anteil der Kunden mit Ladentreue. Haben alle Kunden mit hoher Zahlungsbereitschaft zum hohen Preis gekauft 
{\displaystyle p=V_{H}},
wird der Preis gesenkt, um auch die Kunden mit niedriger Zahlungsbereitschaft zu gewinnen. Diese kaufen, sobald es einen Preisnachlass (etwa Sonderangebot) gibt.
Durch die flexible Preispolitik gelingt es daher den Unternehmen, das gesamte Marktpotenzial {\displaystyle MP} abzuschöpfen:
{\displaystyle MP=V_{L}+V_{H}},
denn sowohl die Kunden mit hoher als auch die mit niedriger Zahlungsbereitschaft können gewonnen werden.

## Preisdifferenzierung
Die Zahlungsbereitschaft fällt besonders ins Gewicht, wenn dieselbe Dienstleistung zeitgleich mit unterschiedlichen Preisen angeboten wird. Dies ist insbesondere der Fall, wenn es unterschiedliche Beförderungsklassen (im Eisenbahnwesen, Luftverkehr, Schiffsverkehr) oder Preisklassen (bei Hotels) gibt. Ein Fluggast, dessen Zahlungsbereitschaft auf die Economy Class ausgerichtet ist, wird nicht die teurere First Class buchen. Diese wird von Fluggesellschaften aber dennoch angeboten, weil es auch Fluggäste gibt, die eine höhere Zahlungsbereitschaft aufweisen. Die Marktsegmentierung wird von Anbietern nach verschiedenen Zielgruppen vorgenommen, die eine homogene Zahlungsbereitschaft aufweisen (etwa Billigflieger des Massentourismus, Mittelschicht mit Individualtourismus, Geschäftsreisende mit Vielfliegerprogramm). Entsprechend zahlen Kunden mit geringer Zahlungsbereitschaft niedrige und Kunden mit hoher Zahlungsbereitschaft hohe Preise. Eine Preisdifferenzierung (2. Grades) liegt vor, weil dieselbe Dienstleistung (beispielsweise ein Nonstopflug für die Flugstrecke Frankfurt am Main – San Francisco) erbracht wird und alle drei Beförderungsklassen mit identischer Flugzeit die Destination erreichen. Eine Preisdifferenzierung ist im Luftverkehr auch innerhalb einer Beförderungsklasse durch Buchungsklassen möglich. Auch innerhalb einer Beförderungsklasse kann es zu Preisdifferenzierungen kommen (etwa Frühbucherrabatt).

## Abgrenzungen
Von der Zahlungsbereitschaft ist die Zahlungsfähigkeit (Solvenz) oder Liquidität zu unterscheiden. Eine solvente natürliche oder juristische Person ist in der Lage, fällige Zahlungen sofort oder binnen weniger Tage zu begleichen. Um dazu in der Lage zu sein, wird in Unternehmen in der Regel ein Finanzplan aufgestellt. Die Zahlungsfähigkeit setzt im Gegensatz zur Zahlungsbereitschaft nicht unbedingt auch den Willen voraus, zahlen zu wollen.
Als Zahlungsbereitschaft wird in der Volkswirtschaftslehre das Kaufverhalten von Verbrauchern verstanden, einen bestimmten Kaufpreis für öffentliche Güter zu akzeptieren. Hierbei spielt die Preispolitik der öffentlichen und Staatsunternehmen im Rahmen der Preisdifferenzierung eine Rolle, wenn sie dabei unterschiedliche Preise zugrunde legen. Von einer Preisdifferenzierung ersten Grades wird beispielsweise gesprochen, wenn es dem Unternehmen gelingt, jedem Verbraucher die Ware/Dienstleistung zu einem Preis zu verkaufen, der genau der Zahlungsbereitschaft dieses Verbrauchers entspricht.